# UFC 141
UFC 141: Lesnar vs Overeem  è stato un evento di arti marziali miste tenuto dalla Ultimate Fighting Championship il 30 dicembre 2011 all'MGM Grand Garden Arena di Las Vegas, Stati Uniti d'America.
È stato il primo evento UFC ad essere trasmesso in diretta anche su Xbox Live per la console da giochi Xbox 360.

## Background
Causa problemi con il pay per view l'evento è stato organizzato per le ore 22, orario della costa Est, le 19 a Las Vegas.
L'evento principale è l'eliminatoria per il titolo dei Pesi Massimi UFC tra Brock Lesnar, già ex campione UFC di categoria, e il kickboxer olandese Alistair Overeem, ultimo campione dei Pesi Massimi Strikeforce; il vincitore avrà la possibilità di affrontare il campione in carica Junior dos Santos.
Jacob Volkmann avrebbe dovuto affrontare TJ Grant ma quest'ultimo è stato tagliato per un infortunio e sostituito con Efrain Escudero.
Stessa sorte per Anthony Njokuani che avrebbe dovuto combattere contro Ramsey Nijem, sostituito da Danny Castillo.
Un incontro preliminare tra Matt Riddle e Luis Ramos è stato cancellato.
Questo fu l'ultimo combattimento di Lesnar nelle arti marziali miste prima del ritiro.

## Risultati

### Card preliminare
- Incontro categoria Pesi Piuma:  Manvel Gamburyan contro  Diego Nunes

Nunes sconfisse Gamburyan per decisione unanime (29-28, 29-28, 29-28).
- Incontro categoria Pesi Leggeri:  Jacob Volkmann contro  Efrain Escudero

Volkmann sconfisse Escudero per decisione unanime (29-28, 29-28, 29-28).
- Incontro categoria Pesi Welter:  Kim Dong-Hyun contro  Sean Pierson

Kim sconfisse Pierson per decisione unanime (30–27, 30–27, 30–27).
- Incontro categoria Pesi Leggeri:  Anthony Njokuani contro  Danny Castillo

Castillo sconfisse Njokuani per decisione divisa (29-28, 28-29, 29-28).
- Incontro categoria Pesi Piuma:  Ross Pearson contro  Junior Assunção

Pearson sconfisse Assunção per decisione unanime (30-27, 29-28, 29-28).

### Card principale
- Incontro categoria Pesi Piuma:  Nam Phan contro  Jimy Hettes

Hettes sconfisse Phan per decisione unanime (30–25, 30–25, 30–26).
- Incontro categoria Pesi Mediomassimi:  Vladimir Matyushenko contro  Alexander Gustafsson

Gustafsson sconfisse Matyushenko per KO Tecnico (pugni) al primo round (2:35).
- Incontro categoria Pesi Welter:  Jon Fitch contro  Johny Hendricks

Hendricks sconfisse Fitch per KO (pugno) al primo round (0:12).
- Incontro categoria Pesi Leggeri:  Nate Diaz contro  Donald Cerrone

Diaz sconfisse Cerrone per decisione unanime (30–27, 30–27, 29–28).
- Incontro categoria Pesi Massimi:  Brock Lesnar contro  Alistair Overeem

Overeem sconfisse Lesnar per KO Tecnico (colpi) al primo round (2:26).

## Premi
Ai vincitori sono stati assegnati 75.000$ per i seguenti premi:
- Fight of the Night:  Nate Diaz contro  Donald Cerrone
- Knockout of the Night:  Johny Hendricks
- Submission of the Night: premio non assegnato in quanto non ci sono state vittorie per sottomissione